# Форначе (Торино)
Форначе (итал. Fornace) је насеље у Италији у округу Торино, региону Пијемонт.
Према процени из 2011. у насељу је живело 20 становника. Насеље се налази на надморској висини од 408 м.